# George Voinovich
Victor George Voinovich (Cleveland, 15 de julho de 1936 - 12 de junho de 2016) foi um político e advogado americano, membro do Partido Republicano.
Foi senador pelo estado de Ohio, de 1999 até 2011.
Voinovich era descendente de eslovenos e de sérvios, e formou-se na Universidade do Estado de Ohio em direito.
Voinovich morreu durante o sono, em Cleveland, Ohio, em 12 de junho de 2016, aos 79 anos. 

## Carreira política
- Em 1963 foi assistente do Procurador do Ohio.
- De 1967 a 1971, foi membro da Câmara dos Deputados de Ohio.
- De 1971 a 1976, foi auditor do "Cuyahoga County."
- Em 1978 foi eleito vice-governador de Ohio na chapa do Governador James Rhodes.
- Em 1980, foi eleito prefeito de Cleveland substituindo Dennis Kucinich.
- Em 1988, tentou ser eleito para o Senado dos Estados Unidos, mas foi derrotado pelo democrata Howard Metzenbaum.
- Em 1990, foi eleito governador de Ohio ao derrotar seu adversário, Anthony J. Celebrezze Jr..
- Em 1994, foi reeleito governador de Ohio, com 72% dos votos contra o democrata Robert L. Burch Jr.
- Em novembro de 1998 foi eleito senador do Ohio, deixando o cargo de governador em dezembro.
- Em novembro de 2004 foi reeleito com 64% dos votos.